# Pelourinho do Burgo
O Pelourinho do Burgo localiza-se junto à capela no lugar de Santo António do Burgo, na atual freguesia de Arouca e Burgo, município de Arouca, distrito de Aveiro.
Encontra-se classificado como Imóvel de Interesse Público desde 1933.

## Características
Trata-de de reconstituição que integra elementos do original, quinhentista. Apresenta uma base octogonal, fuste cilíndrico liso, capitel com três molduras redondas, de secção crescente, e remate em esfera sem motivos decorativos.